# Pensionnat catholique de Fort George
Le pensionnat catholique de Fort George, aussi connu sous le nom Sainte-Thérèse-de-l’Enfant-Jésus puis de Résidence Couture, est une école résidentielle pour Autochtones, située dans la communauté crie de Fort George, dans le Nord-du-Québec. Le pensionnat, ouvert de 1930 (et officialisé en 1937) à 1981, est l'une des premières écoles résidentielles à ouvrir ses portes au Québec, et la dernière à fermer ses portes.
Le pensionnat catholique se trouve dans la même communauté que le pensionnat anglican de Fort George, aussi connu sous le nom St. Phillip's, en activité de 1933 à 1975. En 2022, la première nation de Chisasibi lance un processus de fouilles sur le site des deux pensionnats de l'île Fort George, à la suite de la découverte de tombes d'enfants anonymes près de l'ancien pensionnat autochtone de Kamloops.

## Historique

### Fondation

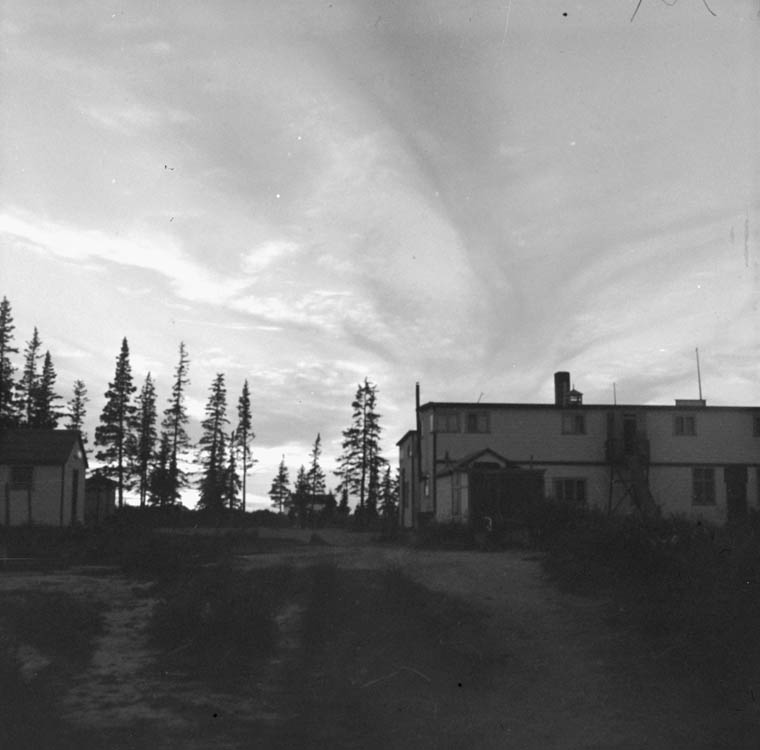
Pensionnat anglican de Fort George, en 1948.

La congrégation des oblats, présente à l'Est de la baie James depuis 1891, souhaite contrer l'expansion grandissante de l'Église anglicane chez les cris. En 1921, elle cible Fort George, une île sur laquelle une mission anglicane s'est constituée à proximité du poste de traite de la Compagnie de la Baie d'Hudson. Les premiers missionnaires en provenance d'Attawapiskat débarquent sur l'île le 5 juillet 1922, et s'installent de l'autre côté de l'île, près du comptoir de la compagnie Révillon Frères,. Les oblats se contentent d'abord d'offrir des services médicaux à la population crie, frappée par une série d'épidémies dès 1925. À la demande des oblats, les sœurs Grises rejoignent la mission en 1930 et y dispensent les soins médicaux, mais aussi les cours aux enfants autochtones. L'objectif premier de ces enseignements n'est pas d'enseigner à lire ou écrire aux enfants, mais plutôt la conversion au catholicisme et, toujours, de freiner l'expansion du protestantisme chez les cris,.
En 1930, les missionnaires oblats financent la construction d'une école de trois étages. Ce pensionnat accueille, entre 1931 et 1936, une trentaine d'enfants. En 1932, la compétition entre les congrégations religieuses pousse la mission anglicane à ouvrir son propre pensionnat, qui est rapidement reconnu et financé par le ministère des Affaires indiennes. Le pensionnat catholique est reconnu par le ministère des Affaires indiennes en 1937.

### Pensionnaires
Au cours de son histoire, l'établissement accueille des membres de plusieurs communautés autochtones du Québec et de l’Ontario, notamment des communautés de Weminji, Whapmagoostui, Nemaska, Waskaganish, Mashteuiatsh, Fort Albany, Moosonee et Attawapiskat. Il reçoit dès sa première année (1931-1932), 18 pensionnaires, dont seulement la moitié sont originaires de la communauté de l'Île Fort George. La difficulté de recruter des élèves catholiques sur le territoire d'Eeyou Istchee Baie-James pousse l'institution, à partir de 1950, à y transférer des enfants innus de Masteuiatsh. Ce recrutement lointain prend fin en 1960 avec la fondation du pensionnat autochtone de Pointe-Bleue.

### Évolution et fermeture

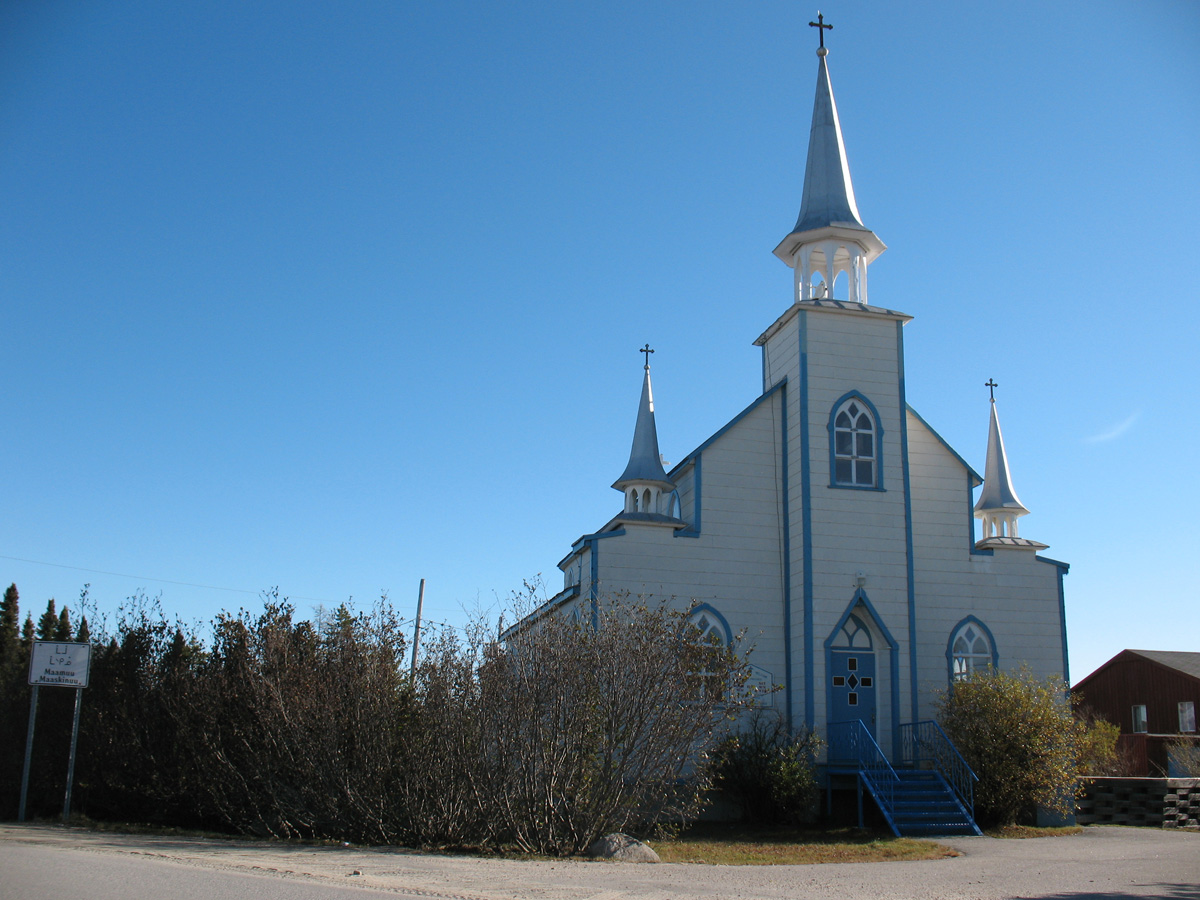
Église catholique de Chisasibi, 2007.

En 1968, le gouvernement du Québec crée la Commission scolaire du Nouveau-Québec. Trois ans plus tard, le pensionnat est transféré sous la juridiction provinciale, mais demeure financé par le ministère des Affaires indiennes. L'enseignement y est dispensé par des religieuses et des laïcs. La même année, les grands projets hydro-électriques de la baie James sont lancés. Les revendications de la Nation crie dans le cadre des chantiers et la signature de la Convention de la Baie-James mènent à la création de la Commission scolaire crie du Nouveau-Québec. Le pensionnat, renommé « Résidence Couture » en 1972, tombe sous juridiction crie en 1978, marquant la fin de la gestion de l'établissement par les oblats. La même année, la Société d'énergie de la Baie James avait annoncé aux derniers oblats de l'établissement que le village de l'île Fort George allaient être relocalisé. Les développements hydro-électriques sur La Grande rivière font craindre pour la sécurité du village, qui est situé en aval des barrages. La communauté de l'île Fort George est déménagée entre 1978 et 1981 dans un nouveau village, Chisasibi. La mission catholique et le pensionnat ferment définitivement en 1981. Seule l'église catholique est relocalisée dans le nouveau village.

## Fouilles et témoignages
À la suite de la découverte de 215 tombes anonymes sur le site du Pensionnat autochtone de Kamloops, en Colombie-Britannique, la communauté crie de Chisasibi entreprend des démarches pour lancer des fouilles sur les sites du pensionnat catholique et du pensionnat anglican de l'île Fort George. Le chantier s'avère complexe : la communauté crie a été déménagée en 1979 dans le cadre des chantiers hydro-électriques de la Baie James, et les deux sites ont peu été entretenus par la suite,. Le processus de fouilles est lancé en juin 2022. Celui-ci est toutefois ralenti en 2023 en raison des feux de forêt qui ont frappé le Nord-du-Québec, forcé l'évacuation de nombreuses communautés cries et la fermeture de la route Billy-Diamond. 
L'émission Enquête diffusée le 8 décembre 2022 à Radio-Canada présente des témoignages d'anciens pensionnaires des écoles résidentielles catholiques et anglican de Fort George. Ceux-ci font état de maltraitance envers les enfants, et de décès de pensionnaires. En 2022, six décès sont répertoriés au pensionnat catholique de Fort George,.